# Atracis fimbria
Atracis fimbria är en insektsart som först beskrevs av Walker 1851.  Atracis fimbria ingår i släktet Atracis och familjen Flatidae. Inga underarter finns listade i Catalogue of Life.